# تشارلز إي. هارود
تشارلز إي. هارود هو سياسي أمريكي، ولد في 6 مارس 1851 في Charlestown, Boston ‏ في الولايات المتحدة، وتوفي في 7 أبريل 1924 في York, Maine ‏ في الولايات المتحدة. نشط حزبياً في الحزب الجمهوري.